# Idioma tónkawa
El idioma tónkawa se hablaba en Oklahoma, Texas y Nuevo México por los miembros del pueblo tónkawa. El tónkawa es un idioma extinto, y los miembros de la tribu tónkawa ahora hablan sólo inglés.

## Descripción lingüística

### Fonología y escritura
| Alfabeto | Pronunciación | Alfabeto | Pronunciación |
| c        | /ʦ/           | a        | /a/           |
| h        | /h/           | a•       | /aː/          |
| k        | /k/           | e        | /e/           |
| kʷ       | /kʷ/          | e•       | /eː/          |
| l        | /l/           | i        | /i/           |
| m        | /m/           | i•       | /iː/          |
| n        | /n/           | o        | /o/           |
| p        | /p/           | o•       | /oː/          |
| s        | /s/           | u        | /u/           |
| t        | /t/           | u•       | /uː/          |
| w        | /w/           |          |               |
| x        | /x/           |          |               |
| xʷ       | /xʷ/          |          |               |
| y        | /j/           |          |               |
| ' or ?   | /ʔ/           |          |               |

#### Vocales
El tónkawa tiene 10 vocales:
|               | Vocal anterior | Vocal anterior |             |             | Vocal posterior | Vocal posterior |
| Vocal corta   | Vocal larga    | Vocal corta    | Vocal larga | Vocal corta | Vocal larga     |                 |
| Vocal cerrada | i              | iː             |             |             | u               | uː              |
| Vocal media   | e              | eː             |             |             | o               | oː              |
| Vocal abierta |                |                | a           | aː          |                 |                 |

- Las vocales se producen en cinco pares que poseen distinta cantidad vocálica (esto es, vocales cortas vs. vocales largas).
- En los pares de vocales posteriores y medias anteriores, los vocales cortas son fonéticamente más bajas que sus contrapartes cerradas: (/ i / → vocal precerrada [ɪ]), (/ e / → vocal semiabierta [ɛ]), (/ o / → vocal semiabierta [ɔ]).
- Las vocales abiertas (/ a, a ː /) varían entre las articulaciones central y posterior: [a~ɑ, aː~ɑː].

### Morfología
| Infinitivo               | Presente simple (sujeto)   | Presente progresivo (sujeto)          | Presente simple (objeto)       | Presente progresivo (objeto)            |
| ------------------------ | -------------------------- | ------------------------------------- | ------------------------------ | --------------------------------------- |
| notox (cultivar)         | notxoʔ (él cultiva)        | notxonoʔ (él está cultivando)         | wentoxoʔ (él los cultiva)      | wenotxonoʔ (él los está cultivando)     |
| pitsen (cortar)          | pitsnoʔ (él corta)         | pitsanoʔ (él está cortando)           | weptsenoʔ (él los corta)       | weptsenanoʔ (él los está cortando)      |
| salkox (hacer mala cara) | salkoʔ (él hace mala cara) | salkenoʔ (él está haciendo mala cara) | wesalkoʔ (él hace malas caras) | wesalkenoʔ (él está haciendo mala cara) |
| nepaxkox (fumar)         | nepaxkoʔ (él fuma)         | nepaxkenoʔ (él está fumando)          | wenpaxkoʔ (él los fuma)        | wenpaxkenoʔ (él los está fumando)       |
| netlox (chupar)          | netloʔ (él chupa)          | netlenoʔ (él está chupando)           | wentaloʔ (él los chupa)        | wentalenoʔ (él los está chupando)       |

### Ejemplo de texto
El siguiente texto son las primeras frases de Coyote and Jackrabbit, de Harry Hoijer.
ha•csokonayla ha•nanoklakno?o xam?al?a•y?ik. ?e•kʷa tanmaslakʷa•low hecne•laklakno?o lak.  ha•csokonayla "?o•c!" noklakno?o.  "?ekʷanesxaw sa•ken nenxales!" noklakno?o.  ?e•ta tanmaslakʷa•lowa•?a•lak hewleklakno?o.
Glosa:
Coyote / iba a lo largo de, e.d. / en la pradera. Cuando lo hizo así / Liebre / él estaba yaciendo, e.d. / (acusativo). Coyote / "Oho!" / dijo, e.d. "Caballo / mi / lo he encontrado!" / dijo, e.d. Y entonces / esa liebre menc. / él lo atrapó, e.d.
En esta glosa, e.d.es una abreviatura de "está dicho", y menc. de "el mencionado".

## Comparación léxica
La siguiente tabla muestra los numerales en algunas lenguas indígenas norteamericanas:
| GLOSA | Atákapa Oc.[1]         | Atákapa Or.[2] | Natchez[3]   | Chitimacha[4][5] | Tónkawa[6] | Karankawa[7]  |
| ----- | ---------------------- | -------------- | ------------ | ---------------- | ---------- | ------------- |
| '1'   | tanuʔk                 | hannik         | wītã         | (h)unku          | weˑʔls     | nā́tsa         |
| '2'   | tsīk                   | hapalšt        | āwiti        | (h)upa           | ketay      | haíkia        |
| '3'   | lāt                    |                | nēti         | kahitie          | metis      | kaxáyi        |
| '4'   | himatoʔl               | tets           | kinawīti     | me(če)čant       | sikit      | hayo          |
| '5'   | nīt                    |                | išpīti       | hussa            | kaskʷa     | nā́tsa         |
| '6'   | lāt tsīk               |                | lāhanaʔoχ    | hatẽka           |            | haíkia, háyo  |
| '7'   | paχ(e)                 | paighu         | anʔkwa       | mīčeta           |            | haíkia, nā́tsa |
| '8'   | himatoʔl tsīk          |                | apkatūpiš    | kweta            |            | haíkia        |
| '9'   | wōš išōlan / tegghuiau |                | witipkatūpiš | kwičeta          |            | haíkia        |
| '10'  | wōš / heissign         |                | ōkō          | heihetie         |            | hábe          |
Los términos del karankawa fueron recopilados A. S. Gatschet a partir de lo que recordabanhacia finales de 1880 algunos ancianos entre ellos Alice Oliver, que sólo recordaban palabras y no estaban segurods de los significados de ahí las inconsistencias en la lista.